# Języki sangirskie
Języki sangirskie, także języki sangihe-talaud  – grupa spokrewnionych języków austronezyjskich używanych w prowincji Celebes Północny w Indonezji oraz na Filipinach. Należą do gałęzi języków filipińskich. Ich podział przedstawia się w następujący sposób:
- Północnosangirskie: sangir i sangil, talaud
- Południowosangirskie: bantik, ratahan

Największą społeczność użytkowników ma język sangir, używany przede wszystkim na wyspach Sangir (Sangihe). Talaud to rodzimy język wysp Talaud. Językiem sangil posługuje się społeczność zamieszkująca południowe Filipiny (Cotabato, Davao, półwysep i wyspy Sarangani). Silnie zagrożone wymarciem języki bantik i ratahan są używane w regionie Minahasa w północno-wschodniej części Celebesu.
Języki północnosangirskie wykazują wpływy leksykalne języków południowych Filipin, z którymi weszły w długookresowy kontakt. W językach południowych zaznaczyły się natomiast wpływy języków minahaskich. Istotnym źródłem zapożyczeń jest także malajski, którzy zakorzenił się w regionie; jego odrębna odmiana (malajski miasta Manado) służy jako środek komunikacji ponadlokalnej. W Indonezji języki sangirskie mają słabą pozycję i zostały w ogromnej mierze wyparte przez lokalny malajski.